# 賴良佐
赖良佐（？—？），號玄水，江西吉安府萬安縣人。

## 生平
万历三十七年（1609年）己酉科江西乡试举人，四十一年（1613年）癸丑科進士，初授德化县知县，调繁宣城县。天啓二年四月考选，授兵科给事中，疏劾兵部尚书张鹤鸣党王化贞而力为主战，令之不受经略节制；讐熊廷弼而不与关上兵，且挠其三方布置，封疆破坏，谓鹤鸣宜与二臣同罪。疏陈四事：一谓款虏之区画宜周、一谓平蜀之善后宜策、一谓剿妖之调遣当酌、一言黔省之救援当速。三年六月为册封正使，与中书舍人陆一骥册封益府嘉祥王朱由柽妃唐氏。升刑科右给事中，四年侍养归，五年十二月为山西道御史刘弘光参劾削籍。崇祯元年三月复官，补给诰命。